# انگیزه‌نامه

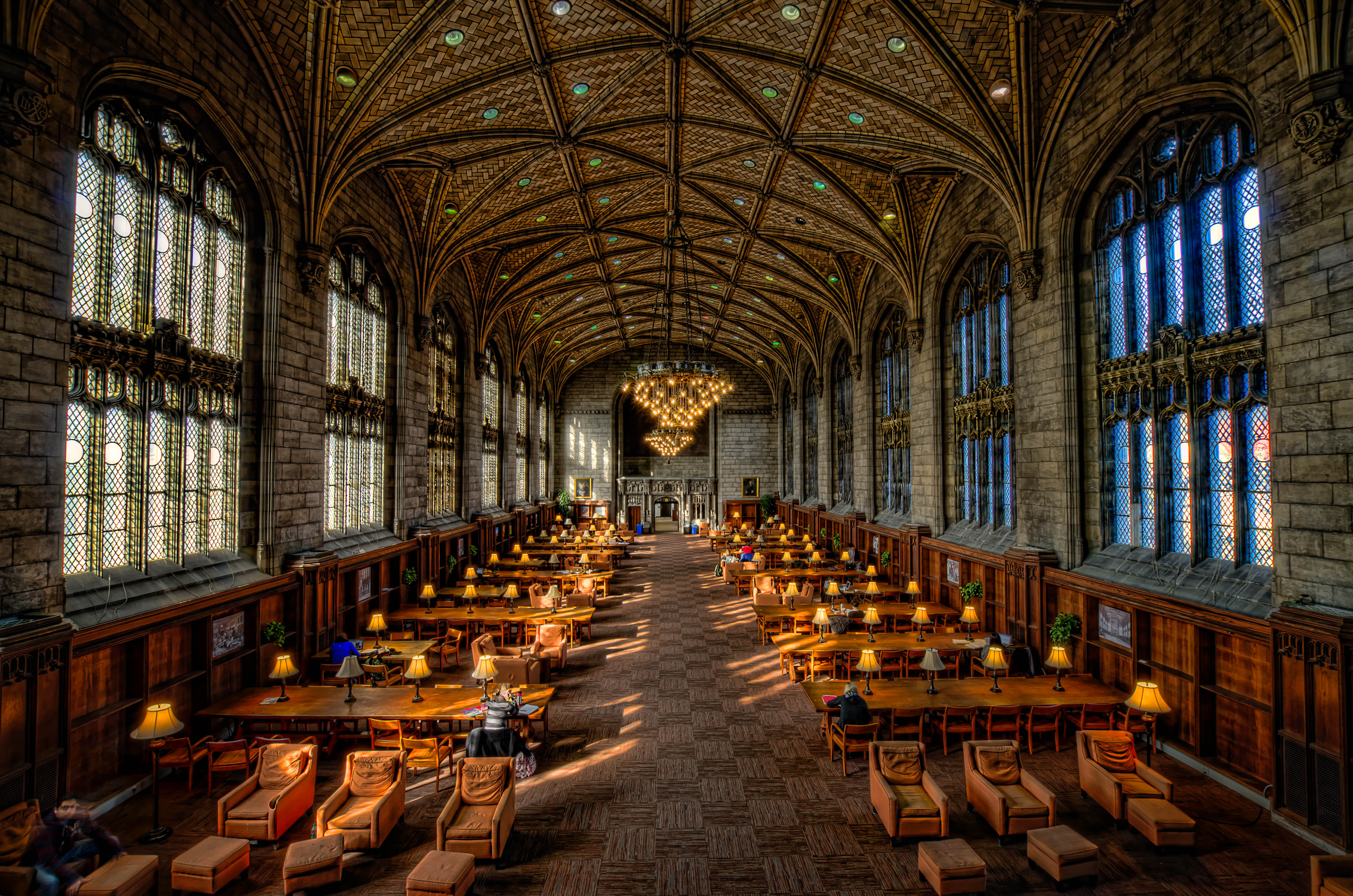
کتابخانه هارپر دانشگاه شیکاگو

انگیزه‌نامه متنی است که معمولاً برای دریافت پذیرش تحصیلی از یک دانشگاه یا کالج نوشته می‌شود. در انگیزه‌نامه هدف متقاضی از تحصیل در یک رشته خاص و عواملی که باعث شده فرد این دانشگاه و این رشته و این مسیر را برای آینده خود انتخاب کند، شرح داده می‌شود..
انگیزه‌نامه نقش مهمی در فرایند پذیرش تحصیلی و دریافت کمک‌هزینه‌های تحصیلی و تحقیقاتی دارد.
با کمک انگیزه نامه یا SOP هیئت تصمیم گیری در دانشگاه مقصد شما می توانند به درک بهتری از شرایط شما در حال حاضر، عوامل موثر بر زندگی حرفه ای و علائق و برنامه های آتی شما برسند. بنابراین همانطور که از نام انگیزه نامه نیز مشخص است، هدف اصلی از نوشت SOP این است که به آنها بگویید چه هدف و برنامه ای دارید؟ چرا این رشته و این دانشگاه و حتی این کشور را برای ادامه تحصیل انتخاب کردید؟ برای آنها دلایل محکم و واقعی مهم هستند. باید به آنها نشان دهید چرا می خواهید چند سال آینده خود را صرف تحصیل در این رشته کنید؟ متن انگیزه نامه شما باید بتواند آنها را قانع کند که دلایل محکمی برای انتخاب این رشته و دانشگاه دارید. باید در انگیزه نامه خود نقاط قوت خود برای انتخاب این رشته را بیان کنید. چرا فکر می کنید این رشته برای شما مناسب است؟

## انگیزه‌نامه در دانشگاه‌های آمریکا

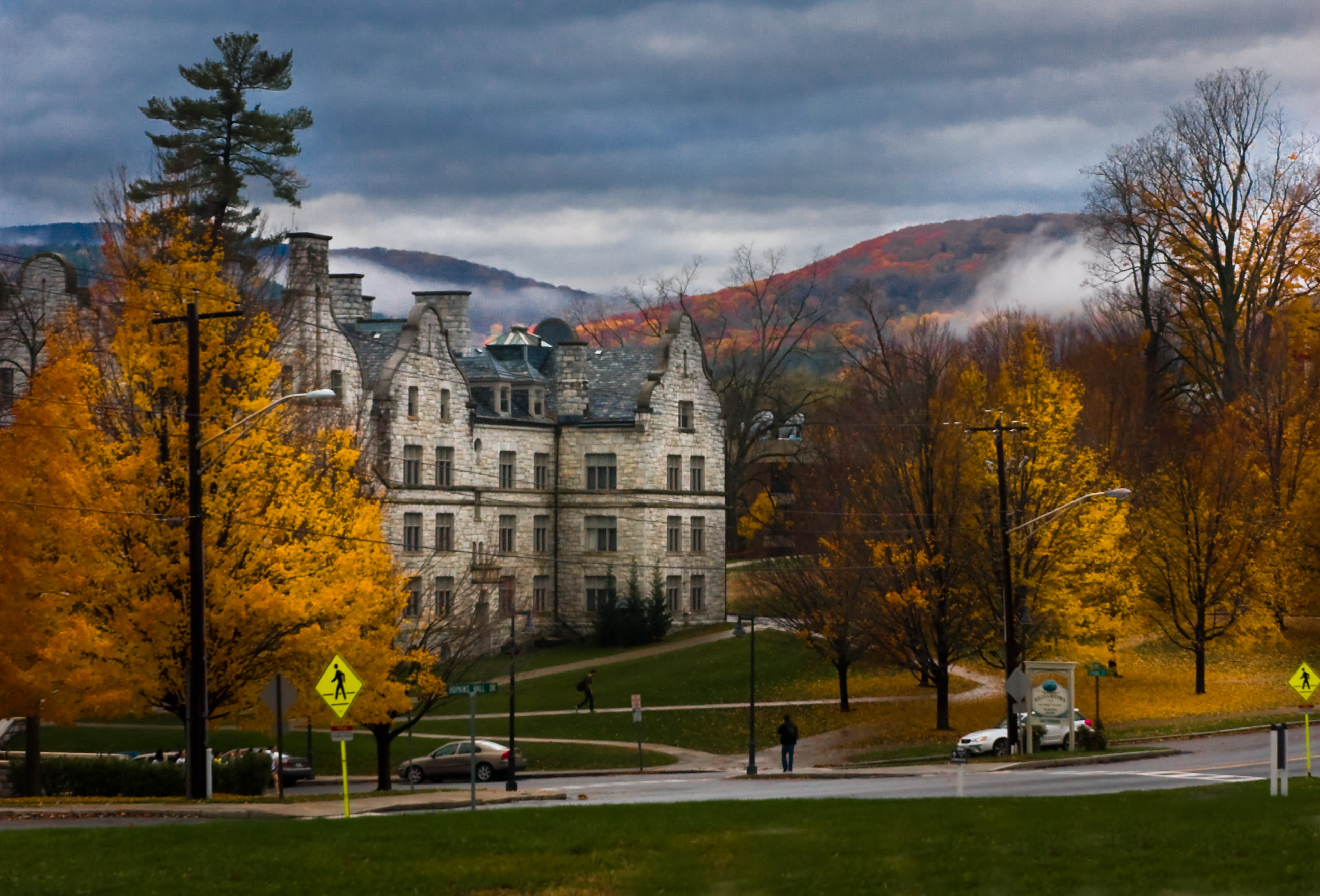
ویلیامز کالج در ماساچوست یکی از قدیمیترین دانشکده‌های هنر آمریکا

دانشگاه شیکاگو به دلیل انگیزه‌نامه‌های عجیبی که از دانشجویانش می‌خواهد معروف است. این دانشگاه هر سال تعدادی سؤال غیرعادی را مطرح کرده و از دانشجویانی که علاقه‌مند به تحصیل در این دانشگاه هستند و همین‌طور دانشجویان فعلی خود می‌خواهد در پاسخ به این سؤال مقاله‌ای بنویسند. در سایت رسمی دانشگاه آمده‌است که «از نظر ما این سوالات فرصتی است که دانشجویان در مورد خودشان، علاقه‌هایشان و آرزوهایشان به ما می‌گویند. با این سوالات می‌توانید از منظر کاملاً جدی یا کاملاً تخیلی یا چیزی بین این دو مواجه شوید.»

## محتوای انگیزه‌نامه
در یک انگیزه‌نامه استاندارد بایستی به صورت غیرمستقیم پاسخ این سوالات داده شود:
- قصد خواندن چه رشته‌ای را دارید؟
- چرا این رشته را انتخاب کرده‌اید؟
- چرا این دانشگاه را انتخاب کرده‌اید؟ چه چیزی از این دانشگاه نظر شما را جلب کرده است؟
- چرا این کشور را به عنوان کشور مقصد و مکانی برای تحصیل انتخاب کرده‌اید؟
- در این رشته‌ای که انتخاب نموده‌اید چه سوابق کاری و تحصیلی دارید؟
- قصد کسب چه توانایی‌ها و مهارت‌های اضافی را در این رشته دارید؟
- بعد از فارغ التحصیلی چه برنامه‌ای دارید؟
- آیا قصد دارید که مشغول به کار شوید یا به درس خواندن و تحقیق در رشتۀ موردنظرتان ادامه دهید؟
- توقع شما از دانشگاه و رشته‌ای که در دانشگاه ارائه می‌شود چیست؟
- آیا بعد از فارغ التحصیل شدن قصد دارید برای ادامه تحقیقات خود با یک استاد خاص کار کنید؟
- اگر جواب شما بله است چرا این استاد نظر شما را جلب کرده است؟
- چگونه می‌توانید به دانشگاه کمک کنید و چه چیزی به دانشگاه اضافه خواهید کرد؟
- به غیر از بحث تحصیلات، علایق و عادات و سرگرمی‌های شما چیست؟ ویژگی‌های اخلاقی شما چیست؟
- درباره فرهنگ دانشجویی کشور مقصد چه می‌دانید و آیا فکر می‌کنید می‌توانید که خودتان را با آن وفق دهید؟
- چه ویژگی اخلاقی خاصی دارید که ما باید بدانیم؟